# Sainte-Marguerite-Lafigère
Sainte-Marguerite-Lafigère är en kommun i departementet Ardèche i regionen Auvergne-Rhône-Alpes i sydöstra Frankrike. Kommunen ligger  i kantonen Les Vans som ligger i arrondissementet Largentière. År 2022 hade Sainte-Marguerite-Lafigère 116 invånare.

## Befolkningsutveckling
Antalet invånare i kommunen Sainte-Marguerite-Lafigère
Referens: INSEE